# Historische monumenten van oud-Nara
De Historische monumenten van oud-Nara zijn sinds 1998 door de UNESCO als Werelderfgoed erkend zijn. Nara was onder de naam Heijō-kyō de hoofdstad van Japan van 710 tot 784, tijdens de zogenaamde Nara-periode.

## Lijst
Alle monumenten bevinden zich in de stad Nara op acht verschillende plaatsen. Het betreft:
| Naam                                                        | Type                              | Ligging                      | Afbeelding |
| ----------------------------------------------------------- | --------------------------------- | ---------------------------- | ---------- |
| Tōdai-ji (東大寺, Tōdai-ji, Oostelijke grote tempel)        | Boeddhistische tempel (Kegon-shū) | Zōshichō, Suimonchō          |            |
| Kōfuku-ji (興福寺, Kōfuku-ji)                               | Boeddhistische tempel (Hossō-shū) | Noboriōjichō, Takabatakechō  |            |
| Kasuga-schrijn (春日大社, Kasuga-taisha)                    | Shintoschrijn                     | Kasuganochō                  |            |
| Gangō-ji Gokurakubō (元興寺 極楽坊)                         | Boeddhistische tempel (Shingon)   | Chūinchō, Nakanochinyachō.   |            |
| Yakushi-ji (薬師寺)                                         | Boeddhistische tempel (Hossō-shū) | Nishinokyōchō                |            |
| Tōshōdai-ji (唐招提寺)                                      | Boeddhistische tempel (Risshū)    | Gojōchō, Amagatsujiminamichō |            |
| De archeologische site van Paleis Heijō (平城宮, Heijō-kyū) | Keizerlijk paleis                 | Sakichō, Hokkejichō          |            |
| Oerbos van Kasugayama (春日山原始林, Kasugayamagenshirin)   | Oerbos                            | Kasuganochō, Zōshichō        |            |